# Salidrosid
Salidrosid (Rhodiolosid) ist ein Glucosid des Tyrosols, das in der Pflanze Rosenwurz (Rhodiola rosea) vorkommt. Es wurde in Verbindung mit Rosavin als eine der potenziellen Verbindungen untersucht, die für die mutmaßlichen antidepressiven und angstlösenden Wirkungen dieser Pflanze verantwortlich sind. In einer Tierstudie wurde Salidrosid neben Tyrosol im erzwungenen Schwimmtest an Ratten als pharmakologisch wirksamer Inhaltsstoff identifiziert. In fixer Kombination mit Rosavin, Rosarin and Rosin wirkte es stärker als allein.

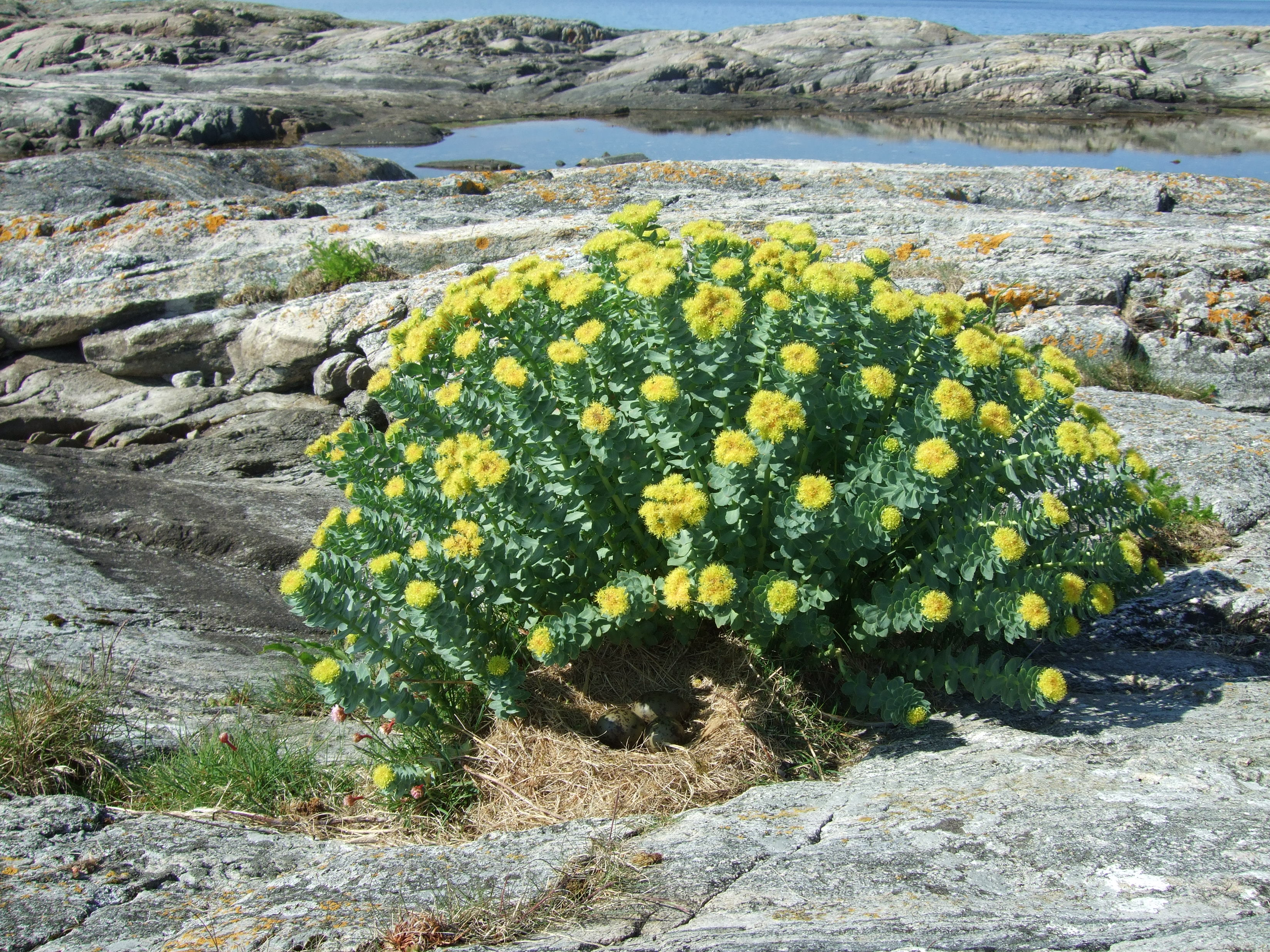
Rosenwurz
(Rhodiola rosea)